# 니코폴리스 전투
니코폴리스 전투(불가리아어: Битка при Никопол, Bitka pri Nikopol; 튀르키예어:  Niğbolu Savaşı[*]; 헝가리어: Nikápolyi Csata; 루마니아어: Bătălia de la Nicopole)는 1396년 9월 25일(혹은 9월 28일이란 말도 있다)에 도나우강변의 니코폴리스에서 오스만 제국의 바예지드 1세(제위:1389년~1402년)와 헝가리 왕 지기스문트가 이끄는 유럽연합(참가 세력: 헝가리 왕국, 신성 로마 제국, 프랑스, 왈라키아, 폴란드, 잉글랜드, 스코틀랜드 왕국, 구스위스 연방, 튜튼 기사단, 베네치아 공화국, 제노바 공화국, 성 요한 기사단)사이에서 일어난 전투이다. 흔히 니코폴리스 십자군이라고 불리며, 중세 최후의 대규모 십자군이었다. 전투 결과는 오스만 제국의 결정적 승리로 끝났고, 바예지드 1세는 카이로의 맘루크 왕조 보호하에 있던 칼리파로부터 높은 평가를 받아 술탄의 칭호를 하사받았다.

## 배경
14세기 왕과 기사에 의해 개인적으로 일어난 많은 소규모의 십자군이 있었다. 가장 최근에 있었던 것은 1390년 튀니지를 공력하다 실패한 십자군과 아직 발트해 연안에서 진행 중인 북유럽의 북방 십자군이 전투를 벌이고 있었다. 1389년 코소보 전투 승리 이후, 오스만 제국은 발칸반도의 대부분을 정복하고, 비잔티움 제국의 영토를 계속 침략해, 겨우 수도 콘스탄티노폴리스 주변과 모레아 일부로 몰아넣었고, 그 후 오스만 제국은 콘스탄티노폴리스에 대하여 여러 차례 공성전을 진행하였다(1390년, 1395년, 1397년, 1400년, 1422년에 공성전을 벌였고, 최종적으로 1453년에 정복하였다).
1393년 불가리아의 군주 이반 시시만은 임시 수도였던 니코폴리스를 오스만 제국에게 공격당해 빼앗겼다. 한편 그의 동생이었던 이반 스라치미르는 오스만 제국의 봉신이 되는 대가로 그의 영토 비딘을 유지할 수 있었다. 불가리아 귀족들과 다른 발칸의 독립적인 지배자들과 군주들의 시각으로 볼 때, 이는 오스만의 정복과정으로부터 구원받을 수 있고, 이슬람의 지배로부터 발칸을 자유롭게 할 수 있는 기회였다. 더하여, 이슬람과 기독교의 대치선은 서서히 헝가리 왕국을 향하여 움직이고 있었다. 헝가리 왕국은 이제 동부 유럽에서 두 종교의 새로운 대치선이 되고 있었고, 헝가리인들은 그들 자신이 공격받을 위협에 처해 있었다. 베네치아 공화국은 모레아의 일부 및 달마티아라 불린 베네치아의 영토를 포함한 발칸반도가 오스만 제국에게 지배당하면 아드리아해, 이오니아해, 에게해에서 베네치아의 영향력이 감소하는 것을 두려워했다. 한편 제노바 공화국은 반면에 만약 다뉴브강(도나우강)과 보스포루스-다르다넬스 양쪽 해협에 대한 통제권을 오스만 제국이 획득한다면, 카파, 시노페 등의 제노바가 중요하게 여기는 식민지를 다수 보유하고 있는 흑해와 유럽의 교역로를 최종적으로 오스만 제국이 독점하는 것을 위험하다고 보고 있었다. 제노바는 또한 1395년 바예지드 1세가 콘스탄티노폴리스를 포위할 당시 금각만의 북쪽에 있던 갈라타의 요새를 가지고 있었는데, 이곳을 바야지드 1세에게 기습공격을 당했다.
1394년 교황 보니파시오 9세는 투르크에 대한 새로운 십자군을 선언했으나, 당시 교회 대분열로 인해 아비뇽과 로마에서 각기 대립교황이 세워져 교황권이 2개로 나뉜 상태였기에 교황이 십자군을 소집할 권위를 가지고 있었던 것은 먼 과거의 일이었다. 그런데도 불구하고 백년 전쟁의 휴전기를 맞은 영국의 리처드 2세와 프랑스의 샤를 6세는 십자군에게 자금지원을 해주기 위해 서로 협력할 의지가 있었다. 헝가리 왕 즉, 훗날 신성 로마 제국 황제가 되는 지기스문트와 프랑스의 협상가가 연합십자군에 관한 절충이 1393년부터 진행되었다.

## 전쟁 준비
초기 계획은 존 오브 곤트, 오를레앙 공 루이, 부르고뉴 공국의 용담공 필리프가 1395년에 먼저 출발하고, 다음해 샤를과 리처드가 출발하는 것이었다. 그러나 1396년 초에 이 계획은 폐기되었다. 대신해 느베르의 장이 약 1,000명의 잉글랜드인 분견대와 거의 대부분 부르고뉴 공국의 기병으로 이루어진 약 10,000명의 프랑스군을 조직했다. 바이에른의 팔츠와 뉘른베르크에서 6,000명의 군대가 가세했다. 그러나 장 지휘하의 군대의 숫자를 8,000명 정도로 보는 다른 사료도 있다. 이런 상황에서 지기스문트는 자신의 헝가리 영토에서 6천~8천명을 차출해 이들을 포함해 합계 16,000명의 군대를 조직하게 되었다. 프랑스군은 몽벨리아(Montbéliard)를 1396년 4월에 출발해 빈에 5월~6월에 도착하고, 7월쯤 부다에서 지기스문트와 합류했다. 왈라키아 공국의 미르체아 1세는 동방 정교회의 신자임에도 불구하고, 이 거대한 십자군에 참가했다. 그의 공국은 이제 기독교 세계와 이슬람교 세계의 경계를 이루고 있었다. 칼라노바사 전투, 로비네 전투, 1395년 칼비나 공국을 둘러싼 여러 전투 등에서 미르체아는 바예지드에게 몇 번이나 타격을 받았기에 왈라키아는 오스만군의 전술에 정통했다. 니코폴리스에서 포로가 된 바이에른인 십자군 기사 요한 스킬트베르거는 그의 회상록에서 이 전투에서 두 개의 전략을 선택하는 과정에서 일어난 대립과 의견의 불일치로 인한 문제를 묘사했다. 십자군의 주력은 느리고 전형적인 서구의 중기병으로 이루어져 있었다. 미르체아는 전투를 하기 전에 지기스문트에게 적의 전력을 평가하기 위해 정찰을 하고 그에 따라 최선의 전략을 택할 것을 요청했다. 지기스문트는 찬성하고 미르체아는 십자군의 지휘권과 왈라키아의 경기병대가 정찰을 끝낸 후에 첫 번째 일격을 가할 권리를 요구했다. 지기스문트는 흔쾌히 동의했으나, 이 제안은 전통적인 전술이 아니라면 수정도 거부한 느베르의 장 등이 거부했기 때문이다. 느베르는 십자군의 지휘관을 빼앗아 니코폴리스를 향해 남쪽으로 진군하기 시작했다. 국경지역은 십자군의 진로에 따라 연이어 약탈되어 라호보 시는 철저히 약탈당했고, 이곳 주민들은 살해당하거나 포로가 되었다. 많은 수의 오스만군 분견대도 역시 사로잡혀 포로가 되었다.

## 니코폴리스 공략
니코폴리스 도시는 방어가 견고하고, 보급도 충분했으며, 십자군은 공성병기를 갖고 있지 않았다. 그럼에도 불구하고 그들은 요새의 포위를 다분히 콘스탄티노폴리스 구원에 대한 전주곡에 불과하다고 확신하고 약탈하는 수준으로 요새를 공략하기로 결심하는데, 그들은 바예지드 1세가 십자군과 전투를 벌이기 위해 그처럼 빠르게 진군할 것이라고는 믿지 않았기 때문이다. 오스만 제국의 술탄 바예지드 1세는 이미 콘스탄티노폴리스에 대해 포위를 하고 있었는데, 군대를 집결해 니코폴리스를 향해 진군하기 시작했다. 그의 신하였던 세르비아(1389년 코소보 전투 이후 오스만 제국의 지배 하에 들어갔다)의 스테판 라자레비치가 도중에 합류했고, 그들은 9월 24일 약 20,000명의 군대를 이끌고 니코폴리스에 도착했다. 바예지드 1세는 잔 갈레아초 비스콘티에게서 십자군의 움직임에 대해 주의하라는 경고를 받았다.

## 전투

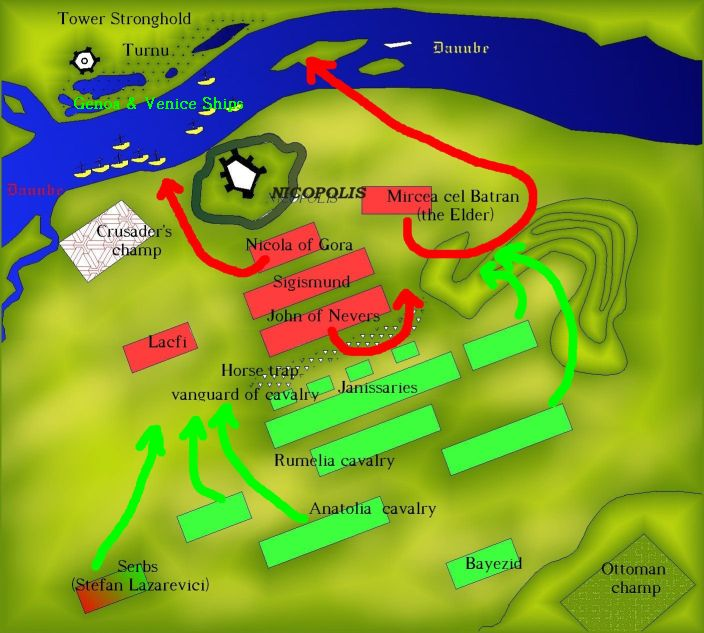
니코폴리스 전투 지도

바예지드 군대의 도착과 함께 적의 출현 소식이 전해졌을 때 저녁식사 중이었던 십자군에게 완벽한 충격이었다. 25일 양측은 전투를 준비했다. 프랑스와 영국의 군대는 전위를 담당하였고, 지기스문트는 그의 군대를 셋으로 나누었다. 지기스문트 자신은 헝가리와 독일의 군대를 지휘하며 중앙을 담당했고, 트란실바니아 군대는 우익을, 그리고 미르체아 휘하의 왈라키아 군은 좌익을 담당했다. 바예지드는 전열을 적의 중기병대의 돌격을 저지하기 위한 말뚝으로 보호받는 기병대를 전위로 구성하였다. 본대는 궁수와 예니체리로 이루었으며, 오스만군과 세르비아군은 어느 정도 거리를 두고 언덕뒤에 숨어있었다. 왈라키아의 미르체아 1세는 조심스런 작전을 제안하였고, 그에게 선제공격을 허락할 것을 요청했다. 왈라키아 기병대는 숙련된 궁기병대가 쉽게 개개의 오스만군을 맞춤으로써 오스만군을 자신들의 위치에서 나오도록 괴롭힐 수 있었으며, 이렇게 자신들의 위치를 떠난 오스만군의 본대는 분산되어 약화되고 많은 수의 서구 기사들이 돌격할 경우 더 쉽게 무너질 것이다. 미르체아의 제안은 왈라키아의 군주가 영광을 독차지하려고 한다고 생각한 다른 십자군들에게 거부 당했다. 게다가 서유럽인들은 아주 정직할 정도의 돌격 작전을 입안했는데, 이는 십자군에게 재난을 불러왔다는 것이 입증되었다.
대부분 우수한 갑옷을 입은 프랑스군은 오스만 기병대를 향해 돌격하였으나, 얼마 안 가 그들이 목책에 도달했을 때 말에서 내릴 수밖에 없음을 알게 되었다. 그들은 말에서 내려 목책을 제거하기 시작했으나, 오스만 궁수들에 의해 목책이 불타기 시작했다. 이러한 작선이 수행되자 갑옷을 입지 않은 오스만 기병대들은 이제 말에서 내렸으나, 갑옷 만큼은 충실한 서양기사들과 마주쳐 근접거리에서 육박전을 벌이기 시작했다. 프랑스군은 기병대를 공격하기 위해 돌격했고 이는 성공적이었다. 비록 그들은 여전히 말에서 내린 상태였지만, 프랑스군은 언덕 뒤까지 퇴각하는 오스만군을 추격했다. 그러나 정상에 도달하자 이제 기진맥진한 프랑스군은 그들을 기다리고 있던 오스만군의 주력을 발견했다. 이어진 전투에서 프랑스군은 완벽하게 격파되었다. 프랑스의 해군 제독 장 드 비엔은 비록 그가 죽기 전 6시간 동안 프랑스의 군기를 지킨 것으로 묘사되지만 결국 난전 중에 전사한다. 장 드 카루주 역시 장 드 비엔 옆에 쓰러진다. 장 드 느베르, 앙게랑 7세 드 쿠시, 그리고 장 르 멩그르와 같은 프랑스의 원수들은 사로잡혔다. 그러나 이 상황에서도 아직 전투에 패한 것은 아니었다.
이러는 동안 기사를 잃은 말들이 지기스문트의 캠프로 돌아갔다. 지기스문트는 프랑스군을 구원하러 갔다가 언덕에서 바예지드의 군세를 만났다. 전투는 세르비아군이 도착하기 전까지는 호각으로 진행되었다. 지기스문트는 퇴각을 위해 그의 친구를 찾았다. 킬리의 헤르만 2세가 지휘하는 군대가 베네치아 배가 있는 곳으로 도착할 때까지 안전하게 지낼 수 있도록 도왔다. 지기스문트는 프랑스에 대하여 이런 주장을 했다고 한다. "만약 그들이 내 말을 들었더라면, 우리는 많은 적들을 포로로 삼았을 것이다."
오후 늦은 때 스테판 라자레비치는 좌익의 5,000명정도 되는 세르비아 중무장 기병대의 돌격을 지휘하여 방어가 취약한 지기스문트의 우익을 포위 공격한다. 바예지드와 그의 동맹자이자 처남 스테판 라자레비치는 즉시 지기스문트 측에서 싸우고 있던 또 다른 처남 니콜라 2세 고르잔스키의 잘 알려진 군기를 알아차린다. 거래가 성립되어, 지기스문트의 군대는 항복한다. 다른 십자군들이 벌인 절망적인 공격과 지기스문트의 항복을 목격한 왈라키아 군대는 퇴각하여 고향으로 향한다.

## 영향

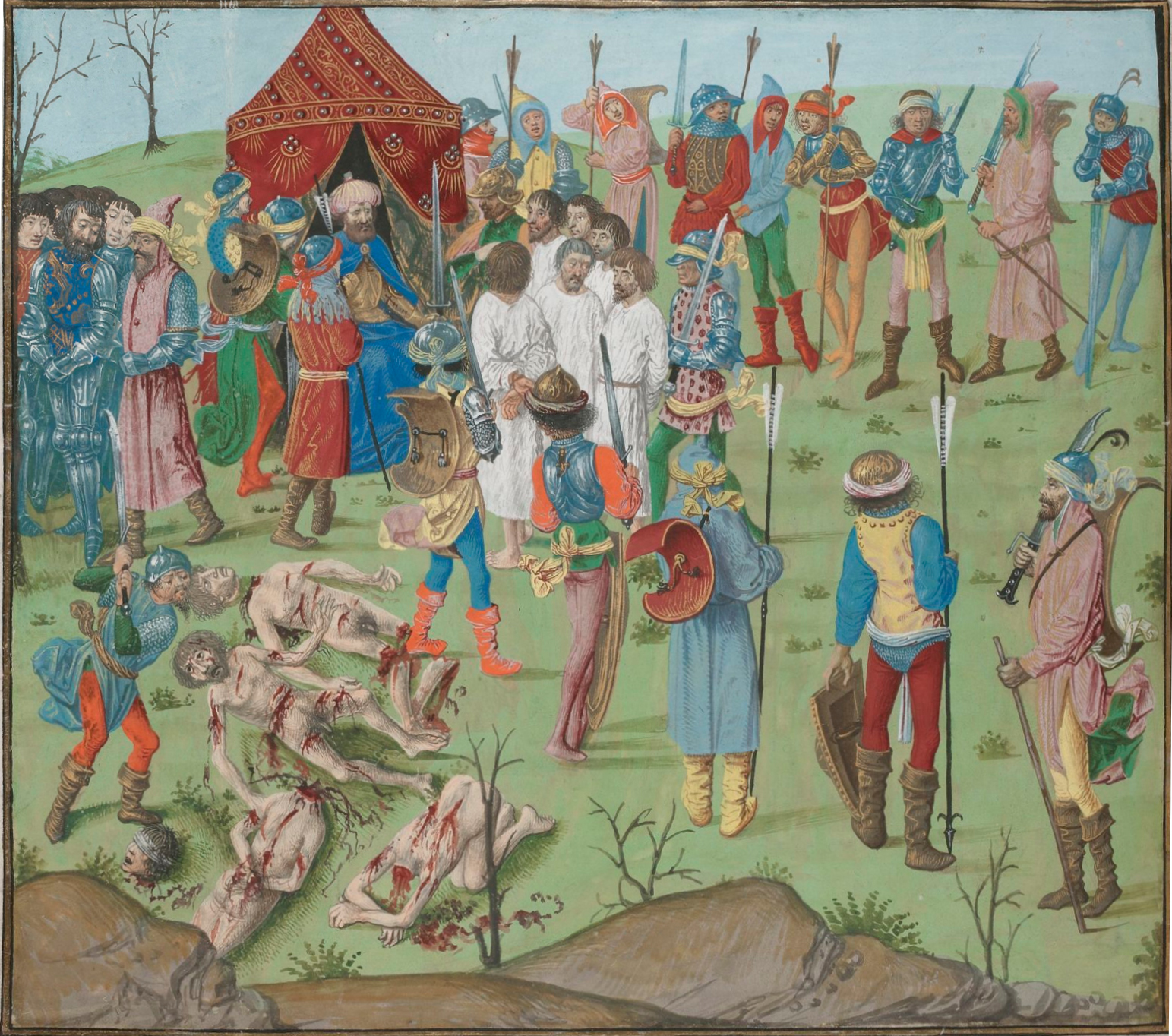
라호보에서 학살한 오스만군 포로에 대한 보복으로 처형되는 십자군 포로들

9월 26일 바예지드는 전투 직전 라호보의 오스만 군 포로들을 프랑스인들이 죽인것에 대한 보복으로 3,000명에서 10,000명에 달하는 포로들을 죽일 것을 명한다. 그는 또 그가 압도적인 승리를 거두었음에도 불구하고 전투 초반에 많은 병사들을 잃은 것에 대하여 분노하였다. 그는 어린 포로들을 자신의 군대에 편입시켰다. 고향으로 돌아가는 와중에 많은 고생을 하지만 결국 돌아간 이들도 있었다. 지기스문트는 니콜라 고르잔스키와 실리의 헤르만의 도움으로 도망칠 수 있었다. 그는 베네치아 배를 타 흑해, 에게 해, 그리고 지중해를 통해 해로로 고향으로 돌아가는 길을 택했고 이 와중에 왈라키아인들의 믿을 수 없는 성품을 알아차린다. 샤를 6세에게 패배소식이 크리스마스에 알려졌다. 서유럽의 기사들은 곧 십자군에 대한 열정을 잃어버렸다. 싸움은 스페인과 지중해, 그리고 북유럽의 이교도에 대하여 계속되고 있었다. 그러나 이 전투 이후에 발칸반도에 대한 오스만 투르크의 전진을 막기 위해 서유럽에서 구성된 원정은 더 이상 없었다. 르네상스시대가 다가올 때까지였다.
잉글랜드와 프랑스는 곧 전투를 재개했다. 왈라키아는 오스만 투르크에 대한 그들의 저항을 계속해 다음해인 1397년과 1400년에 재개된 또 다른 오스만 투르크의 진격을 저지했다. 오스만의 술탄 바예지드 1세가 티무르에게 앙카라 전투에서 1402년 여름 패한 것은 오스만 제국에 대공위 시대를 열었고, 미르체아는 이틈을 노려 헝가리와 연합하여 오스만에 대항하는 전쟁을 벌였다. 헝가리와 폴란드 연합군은 1444년 바르나 전투에서 패한다. 그리고 콘스탄티노폴리스는 1453년 결국 오스만 투르크에게 점령당하고 1460년 모레아가, 1461년에는 트라페주스 제국이 잇달아 멸망하였다. 이는 발칸과 아나톨리아에서 오스만에 대항하는 남은 그리스인들의 최후의 저항거점은 물론 비잔티움 제국의 마지막 흔적이 사라졌음을 의미한다.
니코폴리스 전투는 또 십자군의 패배로 인해, 제국을 구원하려는 희망이 사라짐으로써 제2차 불가리아 제국의 종결을 뜻하는 것으로 여겨지곤 한다. 니코폴리스의 승리로 오스만군은 그들에 대항하는 또 다른 유럽 동맹을 조직하려는 움직임을 억제할 수 있었다. 그들은 콘스탄티노폴리스에 대하여 압박을 계속했고, 발칸에 대한 영향력을 강화했으며, 중부유럽의 거대한 위협이 되었다.

## 참고 문헌
- Aziz S. Atiya, The Crusades in the Later Middle Ages. New York, 1965.
- Aziz S. Atiya, The Crusade of Nicopolis. New York, 1978.
- Norman Housley, ed., Documents on the Later Crusades, 1274–1580. New York, 1996.
- Jonathan Riley-Smith, The Oxford History of the Crusades. Oxford, 1995.
- Froissart's Chronicles Book IV 1389–1400
- Philip Sherrard, Great Ages of Man Byzantium, Time-Life Books
- Madden, Thomas F. Crusades the Illustrated History. 1st ed. Ann Arbor: University of Michigan P, 2005
- Parker, Geoffrey. Compact History of the World. 4th ed. London: Times Books, 2005
- Mango, Cyril. The Oxford History of Byzantium. 1st ed. New York: Oxford UP, 2002
- Grant, R G. Battle a Visual Journey Through 5000 Years of Combat. London: Dorling Kindersley, 2005
- Pál Földi: Great Warlord's (Nagy hadvezérek) - János Hunyadi, Anno Publisher, Budapest ISBN 963-9066-66-4